# Jan Józef Tarnowski
Jan Józef hr. Tarnowski z Tarnowa h. Leliwa (6. prosince 1826 Chorzelów – 11. dubna 1898 Chorzelów) byl rakouský politik polské národnosti z Haliče, poslanec Říšské rady.

## Biografie
Byl polským šlechticem, vlastnil panství Chorzelów.
V letech 1867–1876 byl poslancem Haličského zemského sněmu.
Zemský sněm ho roku 1870 delegoval i do Říšské rady (tehdy ještě volené nepřímo). 17. ledna 1870 složil slib. Opětovně byl do Říšské rady nominován v roce 1871. 24. května 1871 složil slib. Uspěl i v prvních přímých volbách do Říšské rady roku 1873, kdy byl zvolen za kurii venkovských obcí, obvod Ropczyce, Mielec, Tarnobrzeg atd. Slib složil 5. listopadu 1873, rezignace oznámena dopisem 1. října 1877. Za stejný volební okrsek se do parlamentu vrátil i ve volbách do Říšské rady roku 1879. K roku 1873 se uvádí jako Johann Tarnowski, statkář, bytem v Chorzelówě.
Zemřel v dubnu 1898 na svém statku v Chorzelówě, ve věku 71 let. Zmiňuje se jako bývalý poslanec Říšské rady a také jako známý chovatel koní a jezdec.